# بطياراحمد (مقاطعة غيلانغرب)
بطياراحمد (بالفارسية: بطیاراحمد) هي قرية تقع في قسم ديره الريفي في إيران.